# Prélude et fugue en mi bémol mineur (BWV 853)
Le Clavier bien tempéré I
Pour un article plus général, voir Le Clavier bien tempéré.
Vous lisez un « bon article » labellisé en 2020.
Le prélude et fugue en mi bémol mineur (BWV 853) est le huitième couple de préludes et fugues du premier livre du Clavier bien tempéré de Jean-Sébastien Bach, compilé vers 1722. 
Après la légèreté riante du mi bémol majeur, Bach réserve au mi bémol mineur le premier rendez-vous tragique de son parcours harmonique.
L'émouvant prélude, à la gravité romantique et méditative, introduit une fugue savante et contemplative, dont la complexité est digne de L'Art de la fugue. Bach y fait usage notamment de canons et du procédé d'augmentation. La fugue est également présentée dans l'enharmonique ré dièse mineur — certaines éditions donnent les deux versions.
Les deux cahiers du Clavier bien tempéré sont considérés comme une référence par nombre de compositeurs et pédagogues. D'abord recopiés par les musiciens, puis édités au début du XIXe siècle, outre le plaisir musical du mélomane, ils servent depuis l'époque de leur composition à l'étude de la pratique du clavier et à l'art de la composition.

## Contexte
Le Clavier bien tempéré est tenu pour l'une des plus importantes œuvres de la musique classique. Elle est considérée comme une référence par Joseph Haydn, Mozart, Beethoven, Robert Schumann, Frédéric Chopin, Richard Wagner, César Franck, Max Reger, Gabriel Fauré, Claude Debussy, Maurice Ravel, Igor Stravinsky, Charles Koechlin et bien d'autres, interprètes ou admirateurs. Hans von Bülow la considérait non seulement comme un monument précieux, mais la qualifiait d’Ancien Testament, aux côtés des trente-deux sonates de Beethoven, le Nouveau Testament. 
Les partitions, non publiées du vivant de l'auteur, se transmettent d'abord par des manuscrits, recopiées entre musiciens (enfants et élèves de Bach, confrères…) jusqu'à la fin du XVIIIe siècle avec déjà un succès considérable. Grâce à l'édition, dès le début du XIXe siècle, leur diffusion s'élargit. Elles trônent sur les pupitres des pianistes amateurs et musiciens professionnels, et se donnent au concert, comme Chopin qui en joue pour lui-même une page, avant ses apparitions publiques. L'œuvre est utilisée dès Bach et jusqu'à nos jours, pour la pratique du clavier mais également pour l'enseignement de l'art de la composition ou de l'écriture de la fugue. La musique réunie dans ces pages est donc éducative, mais également plaisante, notamment par la variété, la beauté et la maîtrise de son matériau.
Chaque cahier est composé de vingt-quatre diptyques (préludes et fugues) qui explorent toutes les tonalités majeures et mineures dans l'ordre de l'échelle chromatique. Le terme « tempéré » (Gamme tempérée) se rapporte à l'accord des instruments à clavier, qui pour moduler dans des tons éloignés, nécessite de baisser les quintes (le ré bémol se confondant avec le do dièse), comme les accords modernes. Ainsi l'instrument peut jouer toutes les tonalités. Bach exploite donc de nouvelles tonalités quasiment inusitées de son temps, ouvrant de nouveaux horizons harmoniques.
Les préludes sont inventifs, parfois proches de l'improvisation, reliée à la tradition de la toccata, de l'invention ou du prélude arpégé. Les fugues n'ont rien de la sécheresse de la forme, que Bach rend expressive. Elles embrassent un riche éventail de climats, d'émotions, de formes et de structures qui reflètent tour à tour la joie, la sérénité, la passion ou la douleur et où l'on trouve tout un monde vibrant d'une humanité riche et profonde. Certaines contiennent plusieurs procédés (strette, renversement, canons, etc.), d'autres non, dans une grande liberté et sans volonté de systématisme, ce qu'il réserve à son grand œuvre contrapuntique, L'Art de la fugue, composé entièrement dans une seule tonalité, le ré mineur.

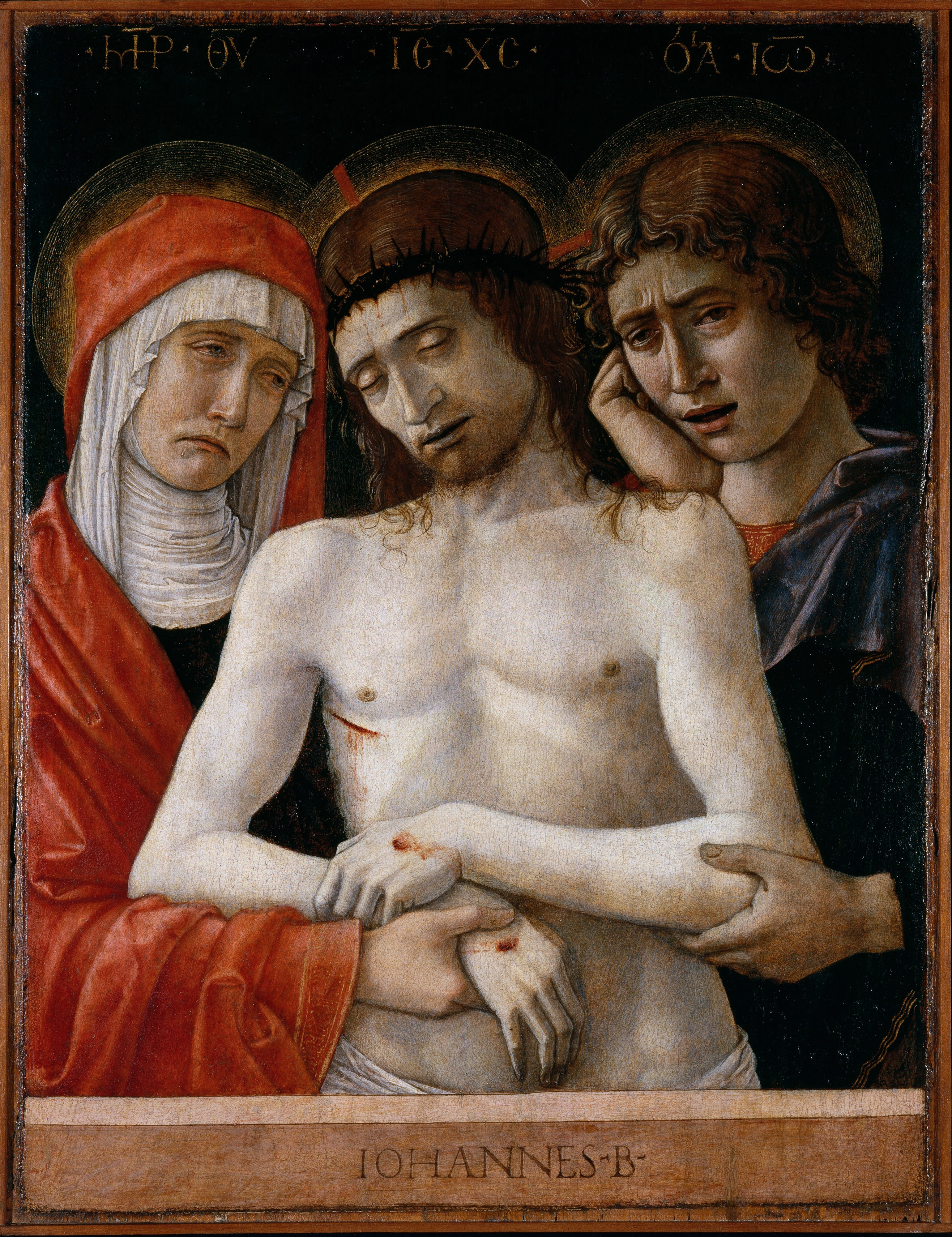
Giovanni Bellini, pietà di bergamo (vers 1455).

## Prélude
Cet ensemble, prélude et fugue, est l'« un des couples les plus beaux » et des « plus émouvants ». « Un nouveau chef-d'œuvre », « parmi les plus admirables » du recueil, il s'agit de l'« une des plus grandes pages de Bach pour clavier ». Le prélude est inclus, par ailleurs, dans le Petit livre de clavier pour Wilhelm Friedemann dont la compilation a commencé en 1720. La rare tonalité de mi bémol mineur, est décrite ainsi par Schubart, :
| « Empfindungen der Bangigkeit des allertiefsten Seelendrangs ; der hinbrütenden Verzweifha ; der schwärzesten Schwermuth, der düstersten Seelenverfassung. Jede Angst, jedes Zagen des schaudernden Herzens, athmet aus dem gräfslichen Es moll. Wenn Gespenster sprechen konnten ; so sprächen sie ungefähr aus diesem Tone. » |  |  | « Sensations de l'angoisse des plus intimes troubles de l'âme, du plus profond désespoir, de la plus sombre mélancolie, de la plus sombre disposition d'esprit. Chaque crainte, chaque hésitation d'un cœur qui frissonne respirent l'affreux mi bémol mineur. Si les spectres pouvaient parler, ils le feraient à peu près dans cette tonalité. » |

Le prélude, noté 
, comporte 40 mesures.
C'est un chant méditatif profond, tout intérieur, à mi-chemin entre le récitatif-arioso et le nocturne, dans une diversité harmonique extrêmement riche. La pièce se calme sur les dernières mesures, mourant dans un climat de mystère. 
Aucun compositeur n'a combiné en si peu de moyens, dans une expression simple, un sentiment si profond comme Bach, ce qui concourt à en faire une pièce miraculeuse. Cecil Gray invite l'auditeur à considérer le prélude comme un postlude, comme si la tragédie s'était déjà passée (« Tout est accompli », Jn 19,30), ou comme une Pietà en musique.
Les tritons descendants évoquent l'adagio de la toccata pour orgue en ut majeur BWV 564.
Le claveciniste allemand Alexander Weimann, rapproche de nombreux éléments de la fin (notée Adagio) de la Toccata d’ottava stesa en ré mineur d'Alessandro Scarlatti, avec ce prélude.
Selon Keller le tempo se situe à 44 à la , ce que confirme Badura-Skoda dans l'idée : « Le tempo ne doit pas être trop lent ».
La présence des signes d'arpèges, dont beaucoup ne figurent pas dans l'autographe (P 415), sont présents dans d'autres copies (P 202 et P 203) et invitent à une libre « arpégiation ».

## Fugue
La fugue à trois voix, notée , est longue de 87 mesures. 
Le manuscrit associe le prélude en mi , à la fugue en ré , pour une commodité de transposition : Bach ayant, selon Spitta (que confirment notamment Tovey, Keller), écrit la fugue en ré mineur, il suffisait pour lui de rajouter l’armure (ce qu'il avait déjà fait pour la fugue en ut-dièse majeur),. La plupart des sources modernes, dont les partitions, sont de nos jours en mi , dans un souci d'unité tonale ; ou les deux, telle celle de Franz Kroll (1820–1877) en appendice pour Peters.
Cette fugue est considérée comme l'une des plus représentatives du Clavier bien tempéré et « d'une complexité stupéfiante » et digne de L'Art de la fugue,. À son propos, Karl Geiringer cite le mot de Goethe, évoquant son expérience de Jean-Sébastien Bach : « l'harmonie éternelle conversant avec elle-même »,. Alberto Basso, pour sa part, la qualifie de « fugue-ricercar », soulignant son caractère savant. Bach y pratique trois procédés contrapuntiques utilisant un sujet assez monotone pour le fondre en lui-même dans les canons, le reverser pour le transmuter, l'élargir enfin et le présenter nimbé d'un esprit de paix, comme hors du temps. Le tout dans une écriture toujours transparente et profondément émouvante.
Le sujet est de type plain-chant grégorien. Il comprend deux parties, chacune composée d'un petit saut, de quinte, puis de quarte, suivies par une descente de notes conjointes. Cette découpe permet d'articuler selon le schéma rythmique  .  de la tête et de sa traîne.

Complémentairement, il est aussi possible de présenter une autre découpe mettant en valeur les deux quintes, l'une montante, l'autre descendante, suivies de leur petite queue en notes conjointes. Ce sujet n'est finalement combiné dans la fugue qu'avec lui-même : il n'y a pas de contre-sujet affirmé.

Le dessin mélodique du sujet ressemble fortement au choral Aus tiefer Not schrei ich zu dir (Des profondeurs du malheur je crie vers Toi), sur le texte emprunté au Psaume 130, de Luther (Erfurter Enchiridion, 1524). Le choral contient également une sixte mineure, symbole de détresse et d'abandon de la part de Dieu. Ensemble, les intervalles quinte – sixte mineure – quinte sont appelés dans le baroque, pathopoiétique, c'est-à-dire cause de souffrance.
La fugue présente six groupes d'entrées exploitant ou combinant chacun des procédés contrapuntiques sur le sujet en trois sections, à peu près égales (mesures 1–29, 30–61, 61–87).
L'exposition, alto, soprano, basse (mesures 1–11) est suivie du premier divertissement (mesures 12–29). Il commence avec la réponse présentée à la basse, une octave plus bas, donnant l'impression d'une quatrième voix. Une entrée en canon à l'octave, à deux temps d'écart (mesure 19), est suivie de deux autres, dont un canon à trois voix à la quinte inférieure (mesure 24) — avec quelques libertés : le sujet étant dérythmé. Pendant ce temps, Bach module en fa dièse majeur, puis bizarrement vers le la dièse mineur (mesure 19), évitant le fa dièse majeur pour une raison « d'ordre psychologique », « dans cette peinture de la douleur ».
Le second divertissement (mesures 30–51) se consacre au renversement du sujet d'abord (soprano, alto, basse), puis ce renversement est présenté en canon (basse-soprano puis alto-soprano), les mesures 47–50 étant calquées sur les mesures 24–27. Nonobstant les trois sections, l'articulation en deux parties est visible à mi-parcours, lorsque Bach juste avant les canons en inversion — revenu au ton principal au début de la mesure 44 — place deux demi-pauses.
Dans une parfaite logique, combinant les deux précédents procédés, le troisième divertissement (mesures 52–61) exploite le canon à trois voix, de la tête du sujet, à un temps de décalage : d'abord rectus, puis inversus, le tout ramassé sur quatre mesures (52 et 54) et présenté dans un parfait naturel. Le sujet revient au soprano (mesure 57), préparant les nouvelles combinaisons du quatrième divertissement (mesure 62 à la fin).
Dépassant tout ce qui a été produit avant, se présentent mêlés, le sujet lui-même (rectus), son renversement (inversus, mesure 44, exactement au milieu de la fugue) et une augmentation (mesure 61). Les voix énoncent l'augmentation de la basse au soprano (mesures 62 à 83) contre-pointé par le sujet rectus des autres voix en canon, la première fois avec l’inversus confié au soprano. On compte onze fois le sujet et ses transformations sur ces vingt-et-une mesures. La mesure 77 est la plus complexe à réaliser pour l'interprète : thème à la basse, une augmentation en noires pointées à l'alto et en blanches et noires au soprano (voir exemple). Bach achève l'œuvre par une marche conduisant à un accord majeur surmonté d'un point d'orgue. Cette fin en majeur, peut être lue comme « un symbole de salut ».
Cette dernière section, « l'objectif et le sommet de la fugue » dépasse de loin la seule virtuosité de l'art du contrepoint : « les harmonies adéquates semblent se mettre en place d'elles-mêmes. Ce sommet épuise virtuellement le contenu expressif de la fugue… ». Bach en poète et en architecte, dans la plénitude de son inspiration, cherche ici à évoquer une dimension de grandeur spirituelle, qu'on retrouve dans « l'atmosphère d'intense recueillement » du Credo de la messe en si, certaines cantates — BWV 77 (1723), lorsque la musique porte le texte Ce sont là les dix saints commandements ou BWV 80 (1724) — et la fugue pour orgue en ut majeur BWV 547.

Mise en valeur du canon de la mesure 77, où figurent trois états rythmiques du sujet.

## Relations
Les relations entre le prélude et la fugue ne sont pas difficiles à voir : la petite mélodie ébauche exactement dès la première mesure les notes de la tête du sujet, mutées dans la réponse (en quarte) et réapparaît çà et là, par exemple précipitée par les doubles croches, mais avec l'écart de quinte, mesure 12.

## Genèse
Le prélude apparaît dans le petit livre de Friedemann (no 23), mais noté à 
. Dans la version définitive, il est battu à 
, dans le but d'en renforcer le caractère.

## Postérité

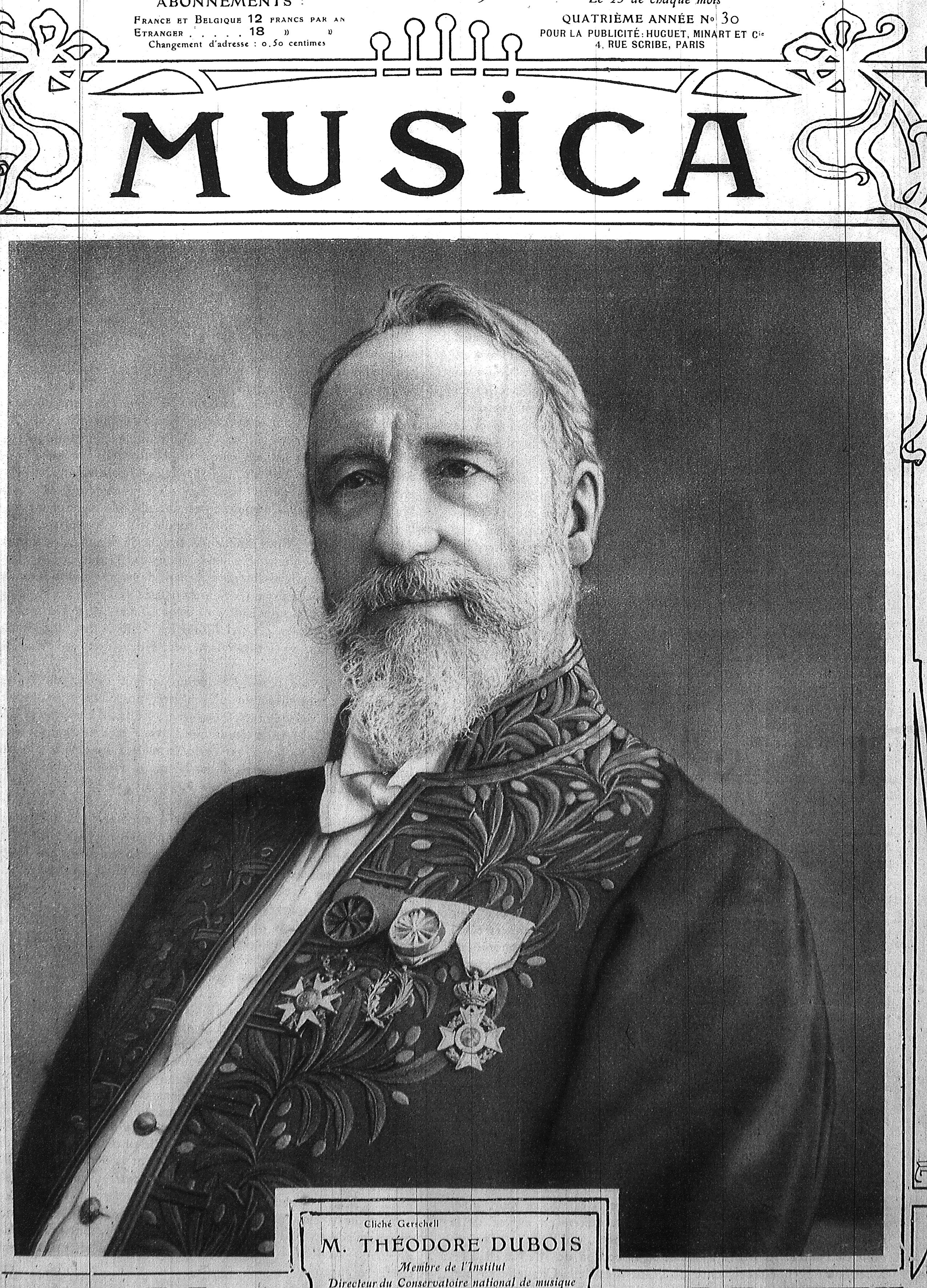
T. Dubois, académicien, en couverture de Musica.

Théodore Dubois en a réalisé une version pour piano à quatre mains, publiée en 1914.
Dans les années 1920, Leopold Stokowski a réalisé un arrangement pour orchestre du prélude, qu'il a enregistré notamment avec l'Orchestre de Philadelphie en 1927 (HMV D1464) et une dernière fois en septembre 1972 avec l'Orchestre symphonique de Londres (Decca). Les arpèges y sont portés généralement par la harpe, sur les cordes chantantes.
En 1951, Zoltán Kodály a réalisé une transcription du couple Prélude et Fugue pour violoncelle et piano, que joue notamment, Julius Berger et Miklós Perényi, au disque.
Heitor Villa-Lobos a arrangé ce couple de prélude et fugue pour un orchestre de violoncelles à la demande du violoniste Antonio Lysy et publié chez Max Eschig,. Il place le prélude no 22 en premier et alterne quatre fugues avec deux autres préludes : Fugue no 5 (livre I), Prélude no 14 (livre II), Fugue no 1 (livre I), le présente couple de Prélude et fugue no 8 (le seul de la série a demeurer complet), Fugue no 21 (livre I).